# Karnak (álbum)
Karnak es el nombre del álbum debut de la banda brasileña homónima. Fue publicado originalmente el 30 de septiembre de 1995 por Tinitus Records. Fue producido por André Abujamra, vocalista y líder de la banda.

## Información del álbum
En 1995, la banda publicó su álbum debut, el cual lleva el mismo nombre. Fue lanzado por el sello brasileño desaparecido Tinitus. 
Luego de la desaparición del sello, el álbum fue relanzado años después por Net Records. El álbum cuenta con un sonido suave y agradable.

## Críticas y ventas
El álbum recibió críticas positivas, pero tuvo una baja difusión comercial en la radio. Sin embargo, llegó a ser bien recibido en las radios universitarias de todo Sao Paulo y que los videoclips del álbum eran transmitidos por MTV Brasil. El álbum ha vendido entre 50.000 y 100.000 copias hasta la fecha en todo el mundo. En el año 2012, la revista norteamericana Rolling Stone colocó a Karnak en el puesto #7 de los 10 mejores álbumes de rock latino de todos los tiempos.

## Lista de canciones[1]
| Karnak |                                      |              |          |  |
| N.º    | Título                               | Escritor(es) | Duración |  |
| 1.     | «Vinheta árabe»                      |              | 0:09     |  |
| 2.     | «Alma não tem cor»                   |              | 3:44     |  |
| 3.     | «Martim Parangolá»                   |              | 4:18     |  |
| 4.     | «O mundo»                            |              | 4:46     |  |
| 5.     | «Vim que venha (2 hugos e 2 zambos)» |              | 4:47     |  |
| 6.     | «Comendo uva na chuva»               |              | 4:50     |  |
| 7.     | «Esphino na roseira (Drumonda)»      |              | 4:13     |  |
| 8.     | «Conversa dos nenês»                 |              | 0:08     |  |
| 9.     | «Lee-o-dua»                          |              | 4:23     |  |
| 10.    | «Balança a pança»                    |              | 3:48     |  |
| 11.    | «Ai, ai, ai, ai, ai, ai, ai»         |              | 3:48     |  |
| 12.    | «Oxalá meu pai»                      |              | 3:54     |  |
| 13.    | «Hymboraewqueyra»                    |              | 4:02     |  |
| 14.    | «Cala a boca menina»                 |              | 5:34     |  |
| 52:24  |                                      |              |          |  |

## Posicionamiento en listas
| Publicación   | País           | Premio                                                     | Año  | Puesto |
| ------------- | -------------- | ---------------------------------------------------------- | ---- | ------ |
| Rolling Stone | Estados Unidos | Los 10 mejores álbumes de rock latino de todos los tiempos | 2012 | 7      |